# عطارد
تیر یا عُطارِد نزدیک‌ترین سیاره به خورشید در منظومهٔ شمسی و تندروترین سیارهٔ این منظومه است که با سرعتی حدود ۴۷٫۳۲ کیلومتر بر ثانیه، هر ۸۸ روز یکبار خورشید را دور می‌زند. از این رو سیاره‌ای گریزپا است و به همین دلیل است که، ایرانیان باستان آن را «تیر» نامیده‌اند. در روم باستان «مِرکوری» یا «پیک خدایان» لقبش داده بودند و نام یونانی آن هرمس خدای سرعت بوده است.
تیر (عطارد) کوچک‌ترین و درونی‌ترین سیارهٔ منظومهٔ شمسی است و مانند سیارهٔ ناهید در بخش درونی مدار زمین به دور خورشید قرار گرفته است. این سیاره قمر ندارد و سطح رو به خورشیدِ آن بسیار داغ و رویهٔ پشت به خورشید آن بسیار سرد است. تیر مدار انتقالی خود را در ۸۷٫۹۷ روز زمینی می‌پیماید. مشاهدهٔ عطارد از زمین هرگز از ۲۸ درجهٔ فاصلهٔ زاویه‌ای فراتر نمی‌رود. در نتیجهٔ این نزدیکی به خورشید، این سیاره فقط پس از غروب خورشید در افق شرقی پیش از طلوع آفتاب؛ معمولاً در شرایط گرگ و میش، در نزدیکی افق غربی قابل دیده‌شدن است. در این دورهٔ زمانی، ممکن است به صورت یک ستارهٔ روشن به نظر برسد، اما مشاهدهٔ آن اغلب به مراتب دشوارتر از مشاهدهٔ سیارهٔ زهره است. عطارد در طول دورهٔ تناوب مداری خود، طیف کاملی از گام‌های سیاره‌ای را، مانند زهره و ماه، به نمایش می‌گذارد که به صورت تلسکوپی از زمین می‌تواند تماشا و پیگیری شود. طول دورهٔ تناوب مداری این گام‌های عطارد (همزمانی با توجه به جابه‌جایی زمین) در حدود ۱۱۶ روز است.
عطارد مانند کره ی ماه کوچک و‌ بی آب و هوا است ، شباهت دیگر عطارد به ماه ابن است که همواره یک طرفش را به ما نشان می دهد،سمت دیگرش که رو به خورشید است بسیار گرم است بطوری که سرب هم در آن آب می شود و سمت دیگرش فوق العاده سرد است.
چرخش تیر (عطارد) با گرفتاری در قفل جزر و مدی و رزنانس مداری ۳:۲ با خورشید، در سامانه خورشیدی یک چرخش سیاره‌ای بی‌همتاست. این سیاره به ازای هر دو بار گردش به دور خورشید، دقیقاً سه‌بار به دور خود می‌چرخد (نسبت حرکت وضعی به حرکت انتقالی ۳ به ۲)، به این معنا که: در مقایسه با ستارگان ثابت (بیرون از سامانهٔ خورشیدی و نه از دیدگاه زمینی)، یک روز کامل (شبانه‌روز) در سیارهٔ عطارد حدود ۱۷۶ روز زمینی است. از دیدگاه خورشید، در چارچوب مرجع؛ که خود با حرکت مداری می‌چرخد، سیارهٔ عطارد در هر دو بار گردش به دور خورشید (یا هر دو سال عطاردی)، تنها یکبار به دور خود می‌چرخد. با این حساب از دیدگاه یک ناظر در سیارهٔ عطارد، او یک روز کامل را هر دو سال عطاردی یک بار، تجربه خواهد کرد.
محور تیر دارای کمترین انحراف محوری در مقایسه با هر یک از سیاره‌های سامانهٔ خورشیدی (تنها در حدود ۰٫۰۳ درجه) است. خروج از مرکز مداری آن بیشترین در میان سیاره‌های شناخته شده در این منظومه در وضعیت اوج است. فاصلهٔ عطارد از خورشید تنها در حدود دو سوم (یا ۶۶٪) فاصلهٔ آن در حضیض است. سطح عطارد به شدت درهم‌شکسته به نظر می‌رسد و از نظر ظاهری شبیه به ماه است، از نظر زمین‌شناسی این نشان می‌دهد که این سیاره برای چند میلیارد سال غیرفعال بوده است. با نداشتن تقریبی اتمسفر برای حفظ گرما، درجه حرارت سطحی روزانهٔ آن بیشتر از دیگر سیاره‌های سامانهٔ خورشیدی است و از ۱۰۰ کلوین: (۱۷۳- سانتی‌گراد: ۲۸۰- فارنهایت) در شب، تا ۷۰۰ کلوین: (۴۲۷ درجهٔ سانتی‌گراد: ۸۰۰ درجهٔ فارنهایت) در طول روز در سراسر مناطق استوایی متغیر است. دمای نواحی قطبی دائماً زیر ۱۸۰ کلوین: (۹۳- درجهٔ سانتی‌گراد؛ ۱۳۶ درجهٔ فارنهایت) قرار دارد. این سیاره هیچ ماهوارهٔ طبیعی شناخته‌شده‌ای ندارد.
تاکنون دو فضاپیما از عطارد بازدید کرده‌اند: مارینر ۱۰ در سال ۱۹۷۴ و ۱۹۷۵ پرواز کرد؛ و کاوشگر مسنجر، که در سال ۲۰۰۴ به فضا پرتاب شد، بیش از چهار سال و پس از مصرف سوخت خود و سقوط بر سطح سیاره در ۳۰ آوریل ۲۰۱۵، در حدود ۴٬۰۰۰ بار بر گرد عطارد چرخید. فضاپیمای بپی‌کلمبو قرار است در سال ۲۰۲۵ وارد عطارد شود.
با وجود اندازهٔ کوچک، سیارهٔ عطارد از میدان مغناطیسی نسبتاً نیرومندی برخوردار است؛ شدت میدان مغناطیسی این سیاره حدود یک‌صدم زمین است. این سیاره، یازدهمین جسم منظومهٔ خورشیدی از نظر حجم می‌باشد.

## ریشه‌شناسی
در قدیم عطارد را «ذوجسدین» نیز نامیده‌اند. نام آن در فارسی باستان «تیر» بوده است و در همهٔ زبان‌های اروپایی به آن «مِرکوری» گفته می‌شود، در فارسی گاهی عُطارِد خوانده می‌شود.

## دهانه‌های برخوردی
دهانه‌های برخوردی سیارهٔ عطارد به نام نویسندگان و هنرمندان مشهور جهان نامیده شده‌اند که در میان آن‌ها نام شاعران مختلف ایرانی نیز دیده می‌شود از جمله: دهانهٔ فردوسی، دهانهٔ نظامی، دهانهٔ رودکی، و دهانهٔ نوایی. یکی از دشت‌های بزرگ عطارد به نام هامونهٔ تیر نیز نام فارسی این سیاره را برخود دارد.

## ویژگی‌ها

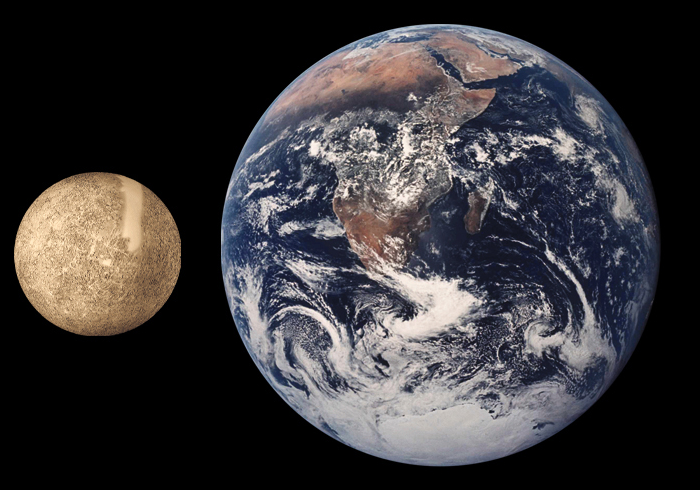
اندازهٔ عطارد در مقایسه با زمین

سیارهٔ عطارد با فاصلهٔ ۵۷ میلیون و ۹۲۴ هزار کیلومتری از خورشید، نزدیک‌ترین سیارهٔ سامانهٔ خورشیدی به خورشید است و کم‌ترین مسافتی که با زمین پیدا می‌کند، به ۸۰ میلیون کیلومتر می‌رسد. به خاطر نزدیکی این سیاره به خورشید در طرف رو به خورشید آن دما به ۴۶۵ درجهٔ سانتی‌گراد و به علت حرکتی وضعی آرام آن در طرف شب دما به ۱۴۸- درجهٔ سانتی‌گراد می‌رسد. گردش وضعی این سیاره، حدود دو ماه طول می‌کشد و از این رو، گرم شدن آن در روز و سرد شدنش در شب دیرپاست و همین باعث فرسایش خاک عطارد می‌شود.
حفره‌های کوچک یا بزرگ بسیاری در سطح سیارهٔ عطارد دیده می‌شود که حکایت از برخورد شهاب‌سنگ‌های کوچک و بزرگ دارد البته قطر برخی از دهانه‌ها به ده‌ها کیلومتر می‌رسد. برخی از این دهانه‌ها محل خروج مواد مذاب است که امروزه با سنگ‌های مذاب پر شده‌اند و مانند کوه‌های آتشفشانی هستند. سطح عطارد بیشتر خاکستری‌رنگ است و به خاطر نوع دهانه‌های آتشفشانی و آبگیرها بسیار شبیه کرهٔ ماه است. دانشمندان تصور می‌کردند که فعالیت‌های آن مانند کرهٔ ماه است. اما اکنون می‌دانیم که سیارهٔ عطارد با کرهٔ ماه بسیار متفاوت است. عطارد کوه و آتشفشان‌های بزرگ و عمده‌ای ندارد و از نظر فعالیت‌های زمین‌شناختی سیاره‌ای مرده به‌شمار می‌آید.
این سیاره از دسته سیاره‌های زمین‌سان است. عطارد همچون ناهید و ماه، حالت‌های گوناگونی از هلال تا قرص کامل را به خود می‌گیرد. قرص کامل، چون در آن سوی خورشید است دیده نمی‌شود. اما اشکال هلالی و نیمهٔ آن به هنگام جلوه‌های شرقی و غربی، مشاهده می‌گردند.
نیروی گرانش این سیاره کم و دارای جو ناچیزی است که ۹۸٪ آن از هلیم و بقیه از هیدروژن، اکسیژن و سدیم ساخته شده است. بادهای خورشیدی به شدت به عطارد می‌دمند و این می‌رساند که تقریباً هیچ هوایی در آن وجود ندارد.
این سیاره نیز، مانند سیارهٔ زهره بین زمین و خورشید قرار گرفته و به خاطر این ویژگی، چشم‌اندازی که «جلوه‌های شرقی و غربی» و … نامیده می‌شوند، به وجود می‌آورد.

### عارضه‌های سطحی

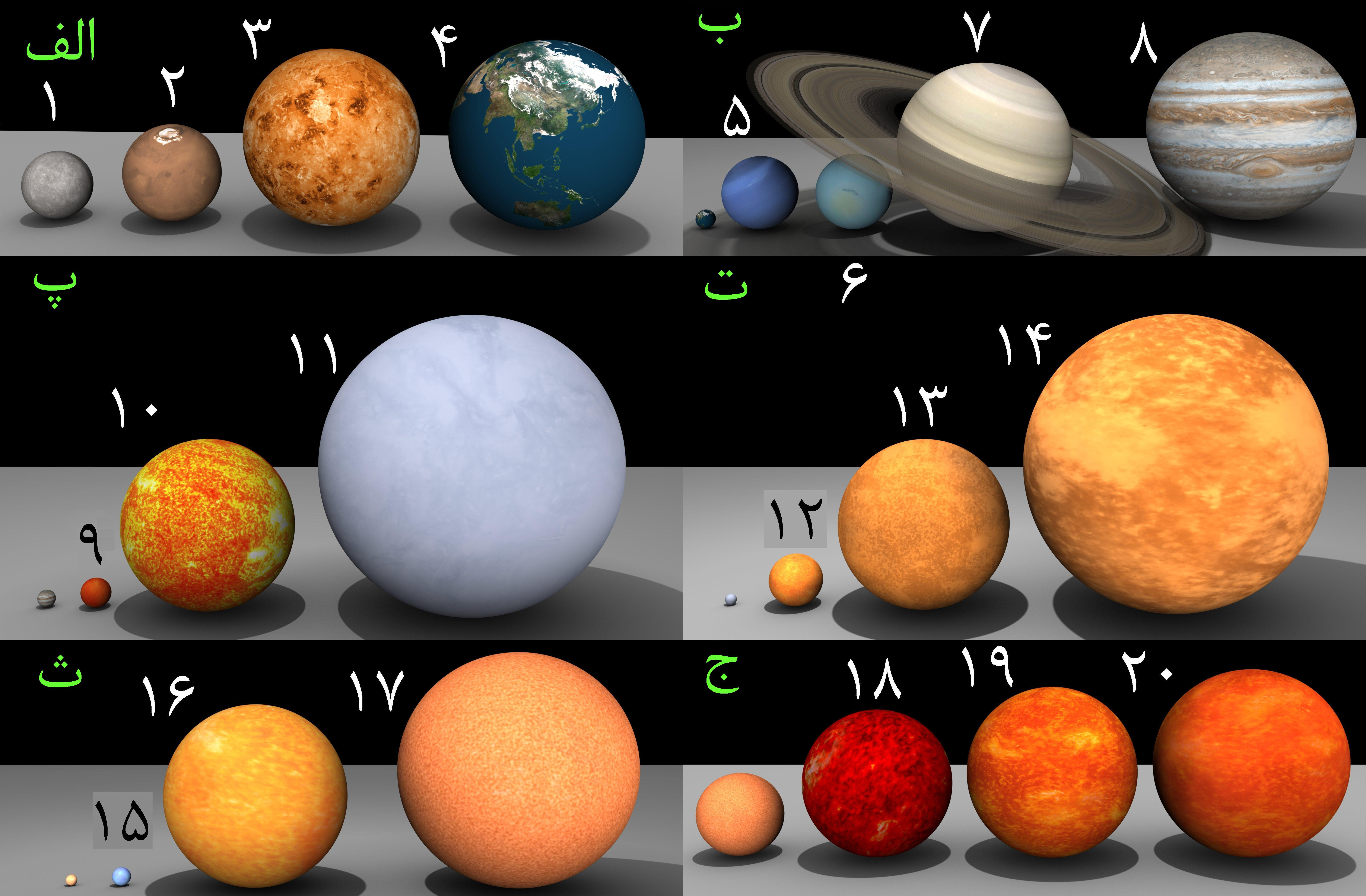
هم سنجی سیاره‌های منظومه شمسی با تعدادی از ستاره‌های مشهور: الف: زمین (۴) > زهره (۳) > مریخ (۲) > عطارد (۱) ب: مشتری (۸) > زحل (۷) > اورانوس(۶) > نپتون (۵) > زمین (بدون شماره) پ: شباهنگ (۱۱) > خورشید (۱۰) > ولف ۳۵۹ (۹) > مشتری (بدون شماره) ت: دبران (۱۴) > نگهبان شمال (۱۳) > رأس پیکر پسین (۱۲) > شباهنگ (بدون شماره) ث: ابط‌الجوزا (۱۷) >قلب عقرب (۱۶) > پای شکارچی (۱۵) > دبران (بدون شماره) ج: وی‌وای سگ بزرگ (۲۰) >وی‌وی قیفاووس (۱۹) > مو قیفاووس (۱۸) > ابط‌الجوزا (بدون شماره)

دانشمندان هنوز نمی‌دانند که فعالیت‌های آتشفشانی این سیاره سنگی، چقدر به طول انجامیده. سن دشت‌های گدازه‌ای‌اش را می‌توان به عصر «بمباران سهمگین متأخر»، یا حدود ۴ میلیارد سال پیش نسبت داد؛ که در جریانش اعضای منظومه شمسی، آماج برخورد شهابسنگ‌های غول‌آسا واقع می‌شدند. به محض کاهش آمار این برخوردها بود که گدازه در سرتاسر عطارد جریان یافت و با پر کردن گودال‌ها، عوارض نرم و مسطحی را به وجود آورد. فرو زمین‌ها هم در همین گودال‌ها به وجود آمدند و در واقع تنها نقاطی به‌شمار می‌رفتند که بستر سنگیِ سیاره در آن‌ها «منبسط» (و نه منقبض) می‌شد.
در دشت‌های آتشفشانی عطارد عوارض نامتعارفی وجود دارد که بیشتر شبیه «کلوچه» های کیهانی‌اند و هیچ‌گونه نمونه مشابهی در سایر نقاط منظومه‌مان ندارند. این «کلوچه‌ها» سازه‌های دوار و غول‌آسایی هستند که مرز گودال‌های مدفون را مشخص کرده‌اند و خودْ از چین‌خوردگیهای درونی و عوارضی موسوم به «فروزمین» پر شده‌اند؛ یعنی باریکه‌هایی که در مرز دو گسل موازی، فرو نشسته‌اند.
حدود یک میلیارد سال پیش، گدازه‌های آتشفشانی به‌سرعت بستر گودال‌های شهابسنگی پراکنده در سطح عطارد را پر کردند. حجم عظیمی از گدازه در مدت‌زمان نسبتاً کوتاهی نشست کرد و همین می‌توانسته عاملی برای ظهور این دره‌های نامتعارف باشد.

## مدار، گردش وضعی و طول جغرافیایی
عطارد دارای بالاترین خروج از مرکز مداری ۰٫۲۱ در بین دیگر سیاره‌ها است؛ که فاصلهٔ آن را از خورشید از ۴۶٬۰۰۰٬۰۰۰ تا ۷۰٬۰۰۰٬۰۰۰ کیلومتر (۲۹٬۰۰۰٬۰۰۰ تا ۴۳٬۰۰۰٬۰۰۰ مایل) تغییر می‌دهد. تکمیل یک دور مدار برای این سیاره ۸۷٫۹۹۶۹ روز زمینی به طول می‌کشد. تأثیر این خارج از مرکزی در نمودار (سمت چپ)؛ که مدار عطارد (به جای یک مدار دایره‌ای) با نیمه‌قطر محوری بزرگ پوشش یافته، نشان داده شده است. سرعت بالاتر عطارد هنگامی که در نزدیکی اوج قرار می‌گیرد از مسافت بیشتری که در هر فاصلهٔ ۵ روزه دارد مشخص است. در نمودار فاصله مختلف عطارد تا خورشید با تغییر دراندازهٔ سیاره نمایش داده شده است، که به صورت عکس متناسب با فاصلهٔ عطارد از خورشید است. در نتیجهٔ این تغییر فاصله از خورشید سطح عطارد توسط نیروی کشندی که خورشید ایجاد کرده و تقریباً ۱۷ برابر از تأثیر جزر و مدی ماه بر کرهٔ زمین قوی‌تر است، خم و راست گردد. با به هم پیوستن تاثیرهای رزنانس مداری ۳: ۲ و قفل جزر و مدی با خورشید و چرخش سیاره بر گرد محور خود؛ که منجر به تغییرهای پیچیده‌ای در دمای سطح سیاره نیز می‌شود تنها یک روز خورشیدی در عطارد دقیقاً دو سال عطارد یا تقریباً ۱۷۶ روز زمینی طول می‌کشد.
همان‌گونه که در نمودار کناری نشان داده شده مدار انتقالی سیارهٔ عطارد ۷ درجه نسبت به صفحهٔ مدار انتقالی زمین متمایل است. در نتیجهٔ این تمایل، گذرهای سراسری سیارهٔ عطارد از برابر خورشید تنها در زمانی از زمین دیده می‌شود که آن سیاره هنگام گذر از این صفحه (دریچه)، خود بین زمین و خورشید قرار گرفته باشد. این در واقع خورشید گرفتگی؛ که در ماه مه یا ماه نوامبر پیش می‌آید، به‌طور متوسط حدود هر هفت سال یک بار تکرار می‌شود.
شیب محوری عطارد تقریباً صفر است، با دقیق‌ترین مقدار تاکنون اندازه‌گیری شده مقدار آن به ناچیزی ۰٫۰۲۷ درجه بوده است. این به‌طور قابل توجهی کمتر از شیب محوری کم سیارهٔ مشتری است که پس از عطارد دارای دومین شیب محوری ناچیز در میان همه سیاره‌ها با داشتن ۳٫۱ درجه است. این بدان معناست که از دیدگاه یک ناظر در قطب عطارد، مرکز خورشید هرگز بیشتر از ۲٫۱ دقیقهٔ قوسی در افق بالا نمی‌رود.

## اساطیر
عطارد در ادبیات فارسی و ادبیات عربی، «دبیر فلک» نیز خوانده شده است. در فارسی به خانه عطارد (برج جوزا و سنبله)، پاتو می‌گفتند. نام اروپاییِ این سیاره، Mercury، از واژه‌ای لاتین گرفته شده که در مقابل نام یونانی هرمس است. خدایی که پیغام برنده برای خدایان دیگر بوده و به همین دلیل هرمس در اغلب تصاویر با صندل‌های بالدار کشیده می‌شود. علاوه بر پیغام‌رسانی، او نگهدار بازرگانان و مسافران بود. مرکوری در ادبیات افسانه‌ای یونان و روم، خدای سخن‌وری و نویسندگی است.
به اعتقاد یوهان مرسیه، رئیس دانشکدهٔ علوم اختریِ دانشگاه پاریس، در مقاله‌ای که در اواخر سال ۲۰۰۹ منتشر شد، احتمالاً عطارد یکی از ماه‌های سیاره‌های داخلیِ منظومهٔ شمسی بوده که از گرانش مادر خود جدا شده و به دام خورشید گرفتار گشته است.

## سیاره عطارد و عصر فضا
در سال ۱۹۷۴ میلادی، سفینهٔ مارینر ۱۰ آمریکا، از نزدیکی عطارد گذشت و توانست ۶۴۸ عکس خوب، از حدود ۵۰٪ سطح سیاره، که در آن هنگام در برابر خورشید واقع شده بود، گرفته و مخابره کند. عکس‌ها نشان می‌دهند که سطح عطارد نیز چون ماه، دارای کوه‌ها و نیز دره‌های فراوانی است که به نظر می‌آید به علت بمباران مداوم صدها هزار سنگ آسمانی صورت گرفته باشد. زمان این بمباران‌ها شاید بلافاصله پس از پیدایش و تکوین منظومهٔ شمسی بوده است.
عکس‌هایی که فضاپیمای «مسنجر» ناسا از عطارد برداشته است شواهد فعالیت «گسترده» آتشفشانی بر سطح این سیاره را آشکار می‌کند.
در عطارد، درهٔ بزرگی به قطر تقریبی ۱٬۳۰۰ کیلومتر وجود دارد که اطراف آن را کوه‌های به نسبت بلندی که ارتفاع برخی از آن‌ها به یک و نیم کیلومتر نیز می‌رسد، احاطه کرده‌اند. برخی از این گودی‌ها، شاید به علت جریان مواد مذاب آتشفشانی قدیمی، صاف و تیز شیار شیار شده‌اند.
ارتباط با مارینر ۱۰ در ۲۴ مارس ۱۹۷۵ قطع شد. این سفینه اولین سفینه‌ای بود که به مقصد عطارد روانه شد.
در بررسی‌هایی که در سال ۱۹۹۰م از روی زمین در مورد سیارهٔ عطارد به عمل آمد، دیده شد که دو ناحیه بر روی سطح این سیاره از نقاط دیگر بسیار داغ ترند، علت آن را تأثیر توأم گردش‌های وضعی و انتقالی عطارد در حفظ گرمای گرفته شده از خورشید دانستند؛ زیرا مدت یک شبانه روز در عطارد دو سوم مدت یک سال آن است.
عطارد بر خلاف اندازهٔ کوچکی که دارد، بسیار سنگین است و از این جهت ستاره‌شناسان معتقدند، در زیر پوستهٔ سنگی نازک این سیاره، هستهٔ مرکزی بزرگی از جنس آهن، وجود داشته باشد.

## گذر عطارد

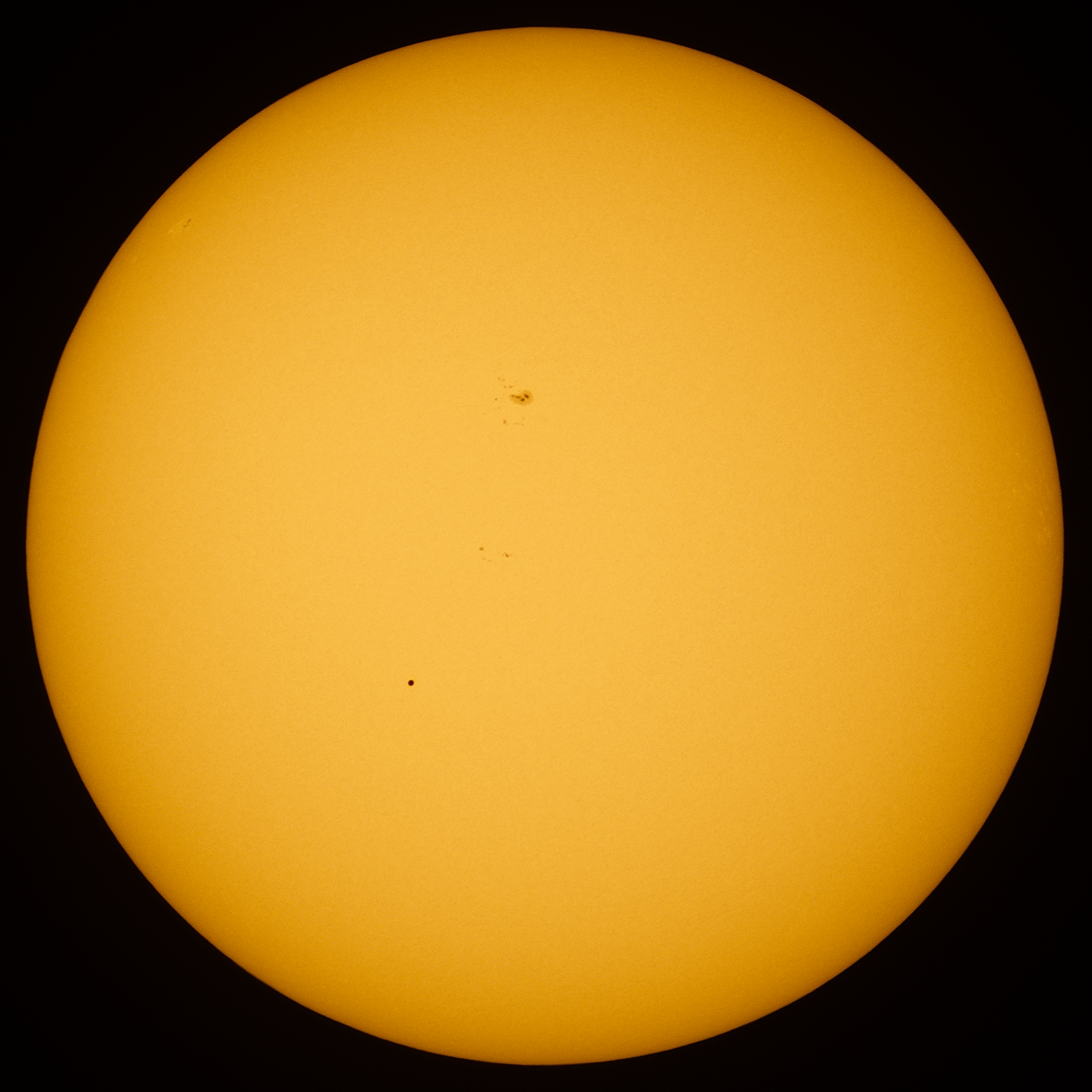
لحظه گذر عطارد از مقابل خورشید که به شکل لکه‌ای گرد و سیاه در گوشهٔ
پایین و سمت چپ تصویر مشخص است. لکه بزرگتر یک لکهٔ خورشیدی است.

سیاره عطارد نیز مانند سیاره زهره بین زمین و خورشید قرار گرفته و از ناظر زمینی موجب گذر قرص آن از خورشید می‌گردد. عبور عطارد فقط یا در اردیبهشت ماه (ماه مه) یا آبان ماه (ماه نوامبر) روی می‌دهد؛ و علت ندرت این عبورها (که در هر قرن تا ۱۳بار روی می‌دهند) به این علت است که زاویه میل مدار آن با مدار زمین (۷درجه) سبب می‌شود که سیاره معمولاً یا از شمال یا از جنوب خورشید بگذرد.
اندازه‌گیری‌های دقیق عبورهای عطارد نه فقط برای تعیین دقیق مدار عطارد بلکه برای محاسبه دوره تناوب حرکت وضعی زمین نیز به کار می‌آید.
گذرهای تاریخی عطارد:
- ۱۰۱۰ خورشیدی (۷ نوامبر ۱۶۳۱ میلادی) اولین گذر ثبت شده توسط پی‌یر گاسندی ستاره‌شناس فرانسوی
- ۱۷ اردیبهشت ۱۳۸۲ (۷ مه ۲۰۰۳ میلادی)؛ از ایران هم قابل رویت بود
- ۲۰ اردیبهشت ۱۳۹۵ (۹ مه ۲۰۱۶ میلادی)؛ قابل رویت از ایران
- ۲۰ آبان ۱۳۹۸ (۱۱ نوامبر ۲۰۱۹ میلادی)؛ در مناطق غربی ایران قابل مشاهده بود
- ۲۲ آبان ۱۴۱۱ (۱۳ نوامبر ۲۰۳۲ میلادی)؛ اولین گذر قرن پانزدهم شمسی